# Béta-függvény
A béta-függvény a következő képlettel definiált kétváltozós valós függvény:
A béta-függvényt leggyakrabban a valószínűségszámítás területén alkalmazzák, bár a paraméteres integrálok számításánál és egyszerűsítésénél is igen hasznos. A béta-függvény segítségével definiálható a béta-eloszlás.